# Ribeirão Claro (Paranapanema)
Der Ribeirão Claro ist ein etwa 19 km langer linker Nebenfluss des Rio Paranapanema im Nordosten des brasilianischen Bundesstaats Paraná.

## Etymologie
Ribeirão Claro bedeutet auf Deutsch Bach mit klarem Wasser oder Klarbach.

## Geografie

### Lage
Das Einzugsgebiet des Ribeirão Claro befindet sich auf dem Terceiro Planalto Paranaense (Dritte oder Guarapuava-Hochebene von Paraná).

### Verlauf
Sein Quellgebiet liegt im Munizip Ribeirão Claro am südlichen Stadtrand des Hauptorts auf 627 m Meereshöhe an der PR-151.
Der Fluss verläuft in nördlicher Richtung. Er mündet auf 415 m Höhe von links in den Rio Paranapanema. Er ist etwa 19 km lang.

### Munizipien im Einzugsgebiet
Der Ribeirão Claro verläuft vollständig innerhalb des gleichnamigen Munizips Ribeirão Claro.